# Stockholm Records
Stockholm Records är ett svenskt skivbolag grundat 1992 av Ola Håkansson och Alexander Bard med artister som E-Type, Stakka Bo, Pernilla Wahlgren, The Cardigans, A-Teens, Veronica Maggio, Richi M, Cool James and Black Teacher, Anna Ternheim och Antiloop. 2003 köptes bolaget upp av Universal Music.

## Artister
Artister och grupper som släppt skivor på Stockholm Records.

- 1st Class
- A Camp
- A*Teens
- Ace Of Base
- Afro-Dite
- Ainbusk
- Air Bureau
- Andreas Lundstedt
- Anna Ternheim
- Annette Lindwall
- Antiloop
- Ardis
- Army of Lovers
- Attic People
- Aylin
- Balboa
- Big Plant
- Blues
- Buster
- C Sixty Four
- Calle Ljungström
- Camena
- Chilly White & Kenny Peach
- Christopher Just
- Cloudberry Jam
- CNS
- Coco Bongo
- Conny Bloom
- Cool James & Black Teacher
- Cool New Sound
- Crashdïet
- Cus-Inz
- Dallas Superstars
- Danuma
- D-Flex
- Dhani
- DJ Mendez
- Douglas Carr
- Dublin Fair
- Earthbound
- Elton John
- Emma Andersson
- Eric Gadd
- Estelle Milburne
- E-Type
- Fanny Flow
- Fistfunk
- Fjeld
- Follin
- Francis Shaw
- Fredrik Berger
- Fredrik Karlsson
- Frida Snell
- Gent's Club
- Gwen Stefani
- Happydeadmen
- Headbug
- Helen Sjöholm
- In Blanco
- Jack Mittleman
- Jerry Williams
- Josefin Nilsson
- Josefina Andersson
- Junior Senior
- Kahsay
- Kajsa
- King Diamond
- KK Kids
- La Zebra
- Latin Flavor
- Lisa Miskovsky
- Little Chris
- LOK
- Lotuz
- Love C.A.
- Lucky People Center
- Martin Solveig
- Mats Holmquists Stora Stygga
- Mysteria
- Noir Desir
- Nåid
- Ocean Spirit
- OceanLab
- Paatos
- Party Pleazers
- Paul van Dyk
- Paus
- Pernilla Wahlgren
- Photogenic
- Planet Of The Poodles
- Playground International
- Richi M
- Righteous Boy
- Rob'n'Raz
- Robert Wells
- Robin Cook
- Ro-Cee
- Saint James
- Sanne Salomonsen
- Sazzy
- Scissor Sisters
- Secret Service
- September
- Siouxsie And The Banshees
- Something Real
- Sonic Surf City
- Speaker
- Spot The Difference
- Stakka Bo
- Sunblock
- Superia
- Tennis
- The Aircrash Bureau
- The Attic
- The Cardigans
- The Confusions
- The Electric God
- The Facer
- The Full Range Project
- The Honeydrops
- The Klerks
- The Kooks
- The Merrymakers
- The Milk
- Tictox
- Tilt Ya Head Back
- True-D
- Up North
- Vacuum
- Waltz For Debbie
- Van
- Veronica Maggio
- Whirlpool
- Whyte Seeds
- Yummie
- Zoo Brazil